# Ville sous-provinciale
Les villes sous-provinciales (chinois : 副省级城市 ; pinyin : fùshěng jí chéngshì ; litt. « ville de niveau sous-provincial ») sont des divisions administratives de la république populaire de Chine. Comme les villes-préfectures, elles sont situées au niveau immédiatement inférieur à la province ou à la région autonome. Leur maire dispose cependant de plus grands pouvoirs, puisque son statut est le même que celui d'un vice-gouverneur de province. Un tel statut, bien qu'inférieur à celui des quatre municipalités, qui n'appartiennent à aucune province, est supérieur à celui des autres villes, qui sont entièrement administrées par les provinces auxquelles elles appartiennent.

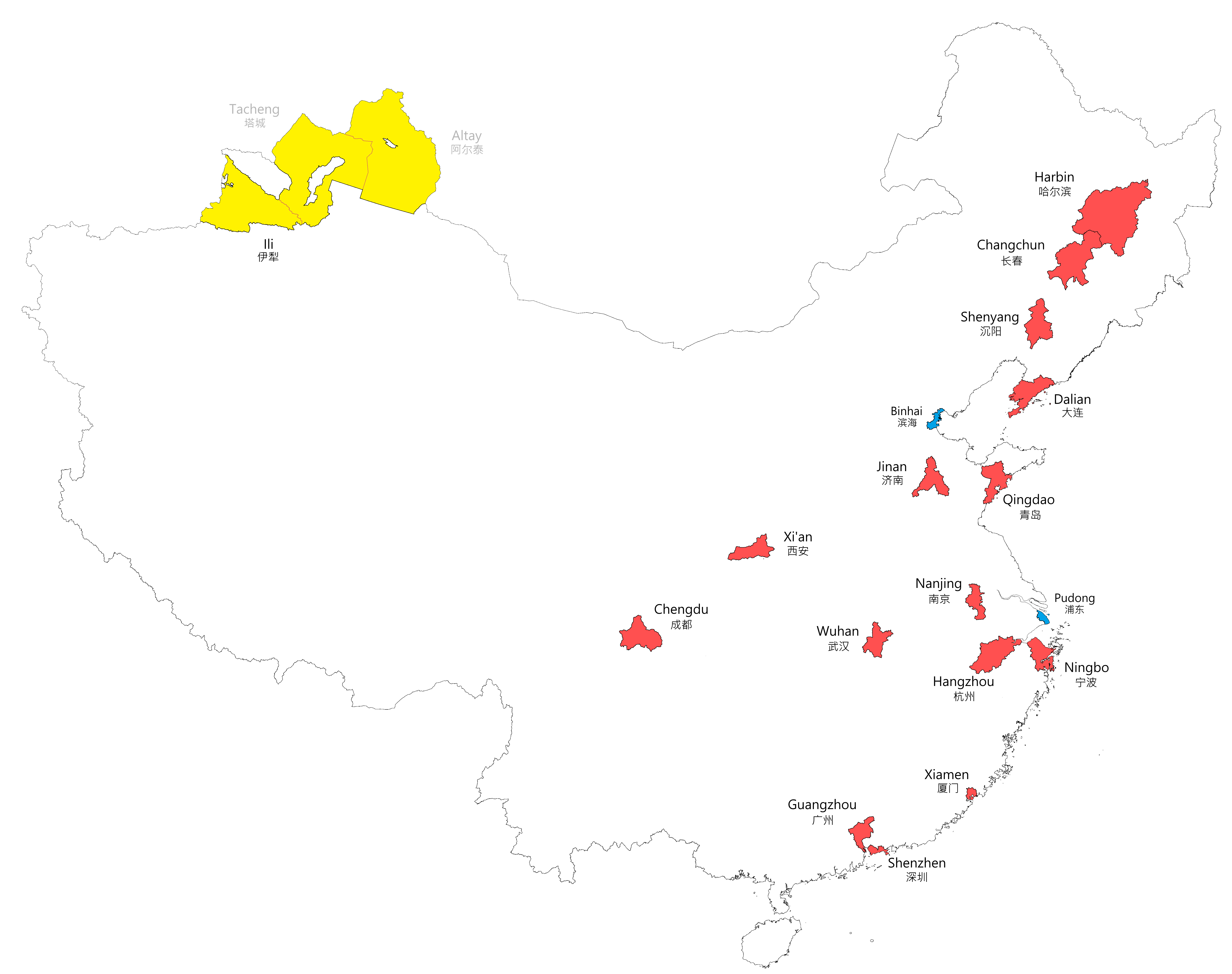
Carte des territoires sous-provinciaux : 15 villes, 2 zones nouvelles et 1 préfecture.

Il existe 15 villes sous-provinciales en Chine :
- Changchun
- Chengdu
- Dalian
- Hangzhou
- Harbin
- Jinan
- Nankin
- Ningbo
- Qingdao
- Shenyang
- Shenzhen
- Wuhan
- Xiamen
- Xi'an
- Guangzhou (Canton)